# 窗·道雄
石田道雄（日语：石田 道雄〈いしだ みちお〉，1909年11月16日—2014年2月28日），筆名窗·道雄（まど・みちお），日本兒童詩人、詞人、作曲家，創作童謠《大象先生》歌詞。於1994獲得獲得國際安徒生兒童文學獎。

## 簡歷
出生于山口縣都濃郡德山町（現周南市），早年跟随家人迁居台湾，毕业于台北工业学校，并供职于臺灣總督府交通局道路港灣課至1935年，之後曾任職於母校台北工業學校、台北州內務部土木課、台北州總務部土木課、七星郡役所庶務課。在當前的臺北市仁愛路東門教會成婚，之后开始创作，1981年，获得巌谷小波文芸賞。1986年，获得小学館文学賞。1994獲得獲得國際安徒生兒童文學獎。2014年2月28日於東京都稻城市去世，享年104岁。

## 生平
石田道雄十歲來臺灣，因前往南洋征戰，直到三十四歲戰爭結束而直接自南洋被遣回日本，在臺灣生活了二十四年，這期間正是人生最璀璨的時期。他的作品所描述的，都和臺灣的生活息息相關。
- 1909年（明治四十二年）十一月生於山口縣德山市，父先來臺工作。
- 1915年（大正四年）母兄妹先到臺灣，他卻仍與祖父母住德山市。
- 1919年（大正八年）四月入臺北州城南小學四年級。
- 1922年（大正十一年）入臺北末廣小學。
- 1924年（大正十三年）入臺北州立臺北工業學校土木工程科。
- 1929年（昭和四年）畢業後任職臺北總督府道路港灣課。
- 1931年（昭和六年）於臺北基督教聖教會受大澤豐助牧師洗禮。
- 1934年（昭和九年）投《兒童之國》獲編輯北原白秋賞識。
- 1935年（昭和十年）投出《童話時代》《童魚》《動物文學》作品
- 1937年（昭和十二年）與水上不真、田龜久代人創辦《昆蟲列車》
- 1938年（昭和十三年）臺北工業學校任教職後於臺北州廳土木課擔任土木技手。
- 1939年（昭和十四年）臺北聖教會池田長十郎牧師證婚，住千歲町。
- 1943年（昭和十八年）一月入安平船舶工兵隊三月自高尾港赴南洋。
- 1946年 (昭和二十一年) 六月二十九日終戰回廣島大竹港故鄉德山。
- 1948年（昭和二十三年）十月入《婦人畫報社》寫短詩童謠創作。
- 1951年（昭和二十六年）NHK播出童謠作品「小象」
- 1954年（昭和二十九年）開始撰寫教會聖詩。
- 1960年（昭和三十五年）開始連載「三歲新兒歌」。
- 1979年（昭和五十四年）得厚生省兒童福祉文化獎。
- 1980年（昭和五十五年）得日本兒童文藝家協會兒童文化功勞賞。
- 1981年（昭和五十六年）七十二歲回臺灣參加北工七十週年校慶。
- 1984年（昭和五十九年）道雄父親清作去世家享年九十九歲。
- 1990年（平成二年）NHK播出「窗道雄的世界」。
- 2014年 (平成二十七年)二月二十八日逝世

石田道雄跨越明治、大正、昭和、平成四位天皇。作品中「我所喜歡的臺灣囡囝」短詩的描述，把當年日治台灣時的生活，點點滴滴淋漓盡致地融入詩中，突顯對臺灣的認同。